# 山本美忧
山本美忧（日语：／ Yamamoto Miyū，1974年8月4日—），日本女子摔跤运动员。她曾代表日本参加世界摔跤锦标赛，获得三枚金牌和一枚银牌。她也曾获得一枚亚洲摔跤锦标赛金牌。